# Chris Boswell
Christopher Lynn Boswell (Fort Worth, 12 maggio 1991) è un giocatore di football americano statunitense che milita nel ruolo di kicker per i Pittsburgh Steelers della National Football League.

## Carriera

### Houston Texans
Al college Boswell giocò a football a Rice. Dopo non essere stato scelto nel Draft, il 10 maggio 2014 firmò con gli Houston Texans per competere con Randy Bullock. Fu svincolato il 29 agosto. Il 23 settembre 2014 rifirmò con la squadra di allenamento.

### New York Giants
Il 7 gennaio Boswell firmò un contratto da riserva con i New York Giants. Il 16 agosto 2015 fu svincolato. Il 2 settembre rifirmò con i Giants. Il 5 settembre 2015 fu svincolato definitivamente.

### Pittsburgh Steelers

#### Stagione 2015
Boswell firmò con i Pittsburgh Steelers il 3 ottobre 2015, diventando il loro quarto kicker nel 2015.
Boswell debuttò nella NFL il 12 ottobre, segnando tutti i tre extra point tentati e un field goal da 47 yard nella vittoria sui San Diego Chargers. Fu il più lungo field goal segnato da un giocatore degli Steelers al debutto, superando le 46 yard di Todd Peterson. Divenne inoltre il primo giocatore da Rice a segnare un field goal e un extra point nella stessa gara da James Hamrick nel 1987. Il 18 ottobre, dopo la gara contro gli Arizona Cardinals in cui segnò 4 field goal su 4, inclusi calci da 48, 49 e 51 yard, fu premiato come giocatore degli special team della AFC della settimana. Fu il primo giocatore della storia degli Steelers a segnare tre field goal da più di 47 yard nella stessa gara. L'8 novembre segnò tre field goal, incluso quello della vittoria, contro gli Oakland Raiders, anche se in quella gara sbagliò il primo field goal della stagione. Il 15 novembre segnò tre field goal contro i Cleveland Browns. Il 29 novembre segnò altri tre field goal contro i Seattle Seahawks. Il 13 dicembre segnò 4 field goal contro i Cincinnati Bengals. Il 20 dicembre, con due field goal contro i Denver Broncos, pareggiò un record di franchigia con la decima gara consecutiva con almeno 10 punti segnati, raggiungendo  Gary Anderson (1985). Superò inoltre Kris Brown per il maggior numero di field goal segnati per un giocatore al primo anno con gli Steelers, con 29. Chiuse la stagione con primato del club per punti segnati (113) e per percentuale di trasformazione di un rookie (90,6). Per le sue prestazioni a dicembre fu premiato come miglior giocatore degli special team della AFC del mese.
Il 9 gennaio 2016 Boswell calciò quattro field goal nella vittoria per 18–16 sui Bengals nel primo turno di playoff. Tra essi vi fu quello da 35 yard a 20 secondi dal termine che diede la vittoria a Pittsburgh. In quella partita stabilì un record NFL per field goal segnati in una gara di playoff da un rookie. Pareggiò inoltre il primato degli Steelers per field goal segnati in una gara di playoff, dopo i 4 di Gary Anderson nei playoff del 1989. Il 17 gennaio 2016, nella sconfitta contro i Denver Broncos, pareggiò il record di franchigia con un totale di sette field goal in una singola annata di playoff.

#### Stagione 2016
Il 18 settembre Boswell segnò un field goal da 49 yard, il più lungo della stagione, contro i Bengals. Il 23 ottobre segnò tre field goal ma ne sbagliò due contro i New England Patriots. Il 20 novembre segnò tutti i tre field goal tentati contro i Browns. Il 18 dicembre segnò un record in carriera di sei field goal contro i Cincinnati Bengals. Fu il primo kicker della storia della NFL a segnare sei field goal, di cui quattro da almeno 40 yard, in una partita. Chiuse la stagione 2016 segnando tutti i 36 extra point tentati e 21 field goal su 25. Il 15 gennaio 2017, nel divisional round contro i Kansas City Chiefs, stabilì un record NFL per la post-season segnando sei field goal, tutti i punti degli Steelers, nella vittoria per 18–16.

#### Stagione 2017
Il 2 febbraio 2017 Boswell firmò un nuovo contratto di un anno. Nella vittoria del secondo turno per 26–9 victory sui Minnesota Vikings segnò 4 field goal e 2 extra point Nella vittoria del settimo turno per 29–14 sui Bengals ebbe un massimo stagionale di cinque field goal segnati. Nella settimana 11 segnò 4 field goal nella vittoria per 40–17 sui Tennessee Titans. Nella gara successiva segnò il field goal della vittoria da 53 yard contro i Green Bay Packers per 31–28 mentre il tempo andava scadendo. Fu un nuovo record personale e pareggiò il primato di Dan Bailey del 2016 per il più lungo field goal realizzato all'Heinz Field nei suoi 17 anni di storia. La settimana successiva Boswell segnò tre extra point e tutti i tre field goal tentati, incluso quello da 38 yard della vittoria in rimonta per 23-20 sui Bengals, venendo premiato come giocatore degli special team della AFC della settimana. Nella vittoria per 39–38 nella settimana 14 contro i Baltimore Ravens segnò 4 field goal, incluso quello della vittoria. A fine stagione fu convocato per il suo primo Pro Bowl. Chiuse con 37 su 39 negli extra point e 35 su 38 nei field goal. Fu quarto nella lega, assieme a Harrison Butker, con 142 punti segnati.

#### Stagione 2018

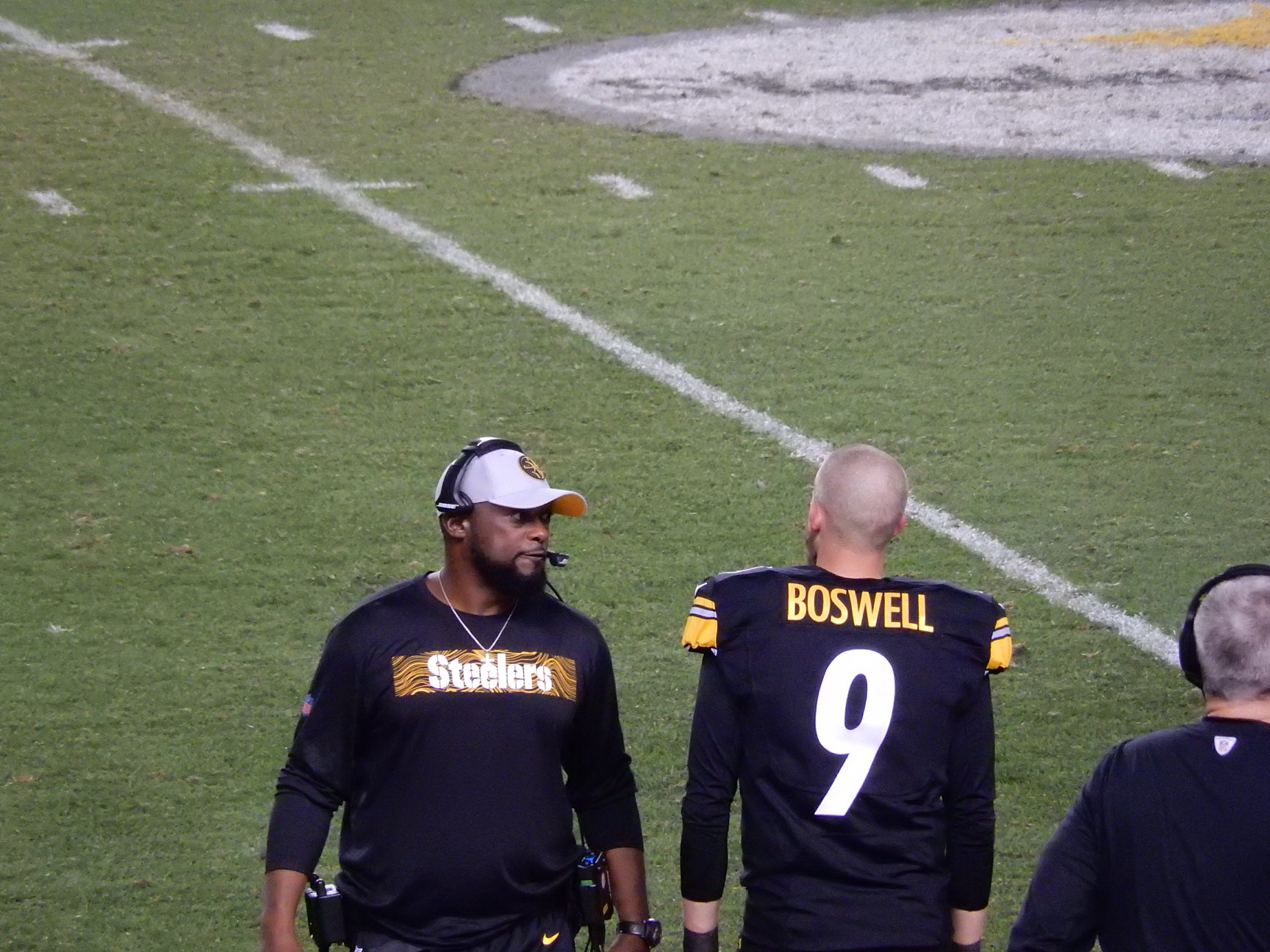
Mike Tomlin e Boswell in 2018

Il 23 agosto 2018 Boswell firmò con gli Steelers un nuovo contratto quinquennale. Quell'anno fu nominato uno dei capitani della squadra, assieme a Ben Roethlisberger, Maurkice Pouncey e Cameron Heyward.
Nella sconfitta per 24–17 della settimana 12 in trasferta contro i Broncos, Boswell passò il suo primo touchdown su una finta di field goal nel finale del secondo quarto on a fake field goal in the waning moments of the second quarter, lanciando un passaggio da 2 yard all'offensive tackle Alejandro Villanueva. Segnò poi il successivo extra point, contribuendo così a tutti i sette punti della marcatura.
Boswell fu inserito in lista infortunati il 28 dicembre 2018. Fu rivelata in seguito una lesione di secondo grado all'inguine. Nell'ultima partita fu sostituito come kicker da Matt McCrane contro i Cincinnati Bengals. Nel complesso ebbe un'annata sotto la media nel 2018, segnando solamente 13 field goal su 20 e 43 extra point su 48. La sua percentuale di trasformazione del 65% fu la peggiore della lega tra tutti i kicker con almeno 20 field goal tentati.

#### Stagione 2019
Boswell si riprese nel 2019, segnando 29 field goal su 31 (93,5%) e tutti i 28 extra point tentati.

#### Stagione 2020
L'8 novembre 2020, in una gara all'AT&T Stadium contro i Dallas Cowboys, Boswell segnò il field goal più lungo della carriera, da 59 yard, che fu anche un record di franchigia per gli Steelers. Chiuse la stagione segnando 34 extra point su 38 e 19 field goal su 20 in tredici partite.

#### Stagione 2021
Nel quarto periodo della partita del 19 settembre contro i Las Vegas Raiders, Boswell batté il record dell'Heinz Field con un field goal da 56 yard. Il 17 ottobre segnò tre field goal contro I Seahawks, incluso quello della vittoria da 37 yard nei tempi supplementari. Il 31 ottobre contro i Browns subì una commozione cerebrale dopo la finta di un field goal: dopo avere ricevuto lo snap, si spostò sulla destra per tentare un passaggio ma fu colpito immediatamente dopo avere lanciato l'ovale, con il passaggio che cadde a terra incompleto. L'8 novembre contro i Chicago Bears, Boswell sbagliò un extra point nel terzo quarto ma segnò tre field goal su tre, da 54, 52 e da 40 yard, quest'ultimo quello della vittoria. Chiuse la stagione 2021 con 27 su 29 negli extra point e 36 su 40 nei field goal, disputando tutte le 17 partite.

## Palmarès
- Convocazioni al Pro Bowl: 2

2017, 2024
- First-team All-Pro: 1

2024